# Bâtiment de l'Assemblée nationale (Slovénie)
Pour les articles homonymes, voir Bâtiment de l'Assemblée nationale.
Le bâtiment de l'Assemblée nationale (en slovène : Stavba Državnega zbora), aussi appelé Parlement (en slovène : Parlament) est le lieu où siège le parlement slovène à Ljubljana, la capitale de la Slovénie. Construit entre 1954 et 1959 par l'architecte Vinko Glanz, c'est un édifice de trois étages d'une superficie de 2 200 m2. Il est situé sur la place de la République dans le district du Centre de Ljubljana. Il accueille, en 2013, 13 000 visiteurs annuels.
Malgré son nom, le bâtiment abrite à la fois l'Assemblée nationale et le Conseil national du parlement. Le bâtiment est un monument officiellement protégé, inscrit dans les dossiers sous le nom de bâtiment de l'Assemblée populaire de la république de Slovénie (Skupščina Republike Slovenije). Il a ouvert le 19 février 1959 sous le nom de palais de l'Assemblée populaire (Palača Ljudske skupščine), puisqu'il est à l'origine le siège de l'Assemblée populaire de la république socialiste de Slovénie.

## Histoire
La cathédrale de la liberté (en) est un projet non réalisé du bâtiment du Parlement slovène, conçu par l'architecte Jože Plečnik en 1949. Il comportait un grand toit en forme de cône de 120 mètres de haut mais n'a abouti à aucune mise en œuvre du projet. Un nouveau bâtiment pour la législature est ensuite planifié par l'architecte Vinko Glanz (sl), une conception beaucoup plus conservatrice et modeste que les différents concepts de Plečnik, étant un palais moderniste austère sans éléments ni décorations monumentaux à l'exception d'un grand groupe sculptural de figures en bronze encadrant le portique principal de l'édifice.
Les travaux de construction du bâtiment débutent en 1954 selon les plans de Glanz, par l'entreprise de construction Tehnika, installé de Ljubljana. Une partie du contrat est que des matériaux de construction locaux devaient être utilisés, tels que le bois, la pierre et le marbre. 27 maîtres artisans sont également utilisés pour la métallurgie et la menuiserie. L'édifice est achevé en 1959.

### Ouverture
Le bâtiment, ouvert sous le nom de Palais de l'Assemblée populaire, accueille la première session de l'Assemblée populaire de la république populaire de Slovénie le 19 février 1959.
Pendant ses trente-deux premières années, le bâtiment tient les réunions de l'Assemblée de la république socialiste de Slovénie. Après l'indépendance de la Slovénie en 1991, elle cède la place à son utilisation au Parlement slovène, où siège désormais ses deux chambres : l'Assemblée nationale et le Conseil national.

## Architecture

### Extérieur

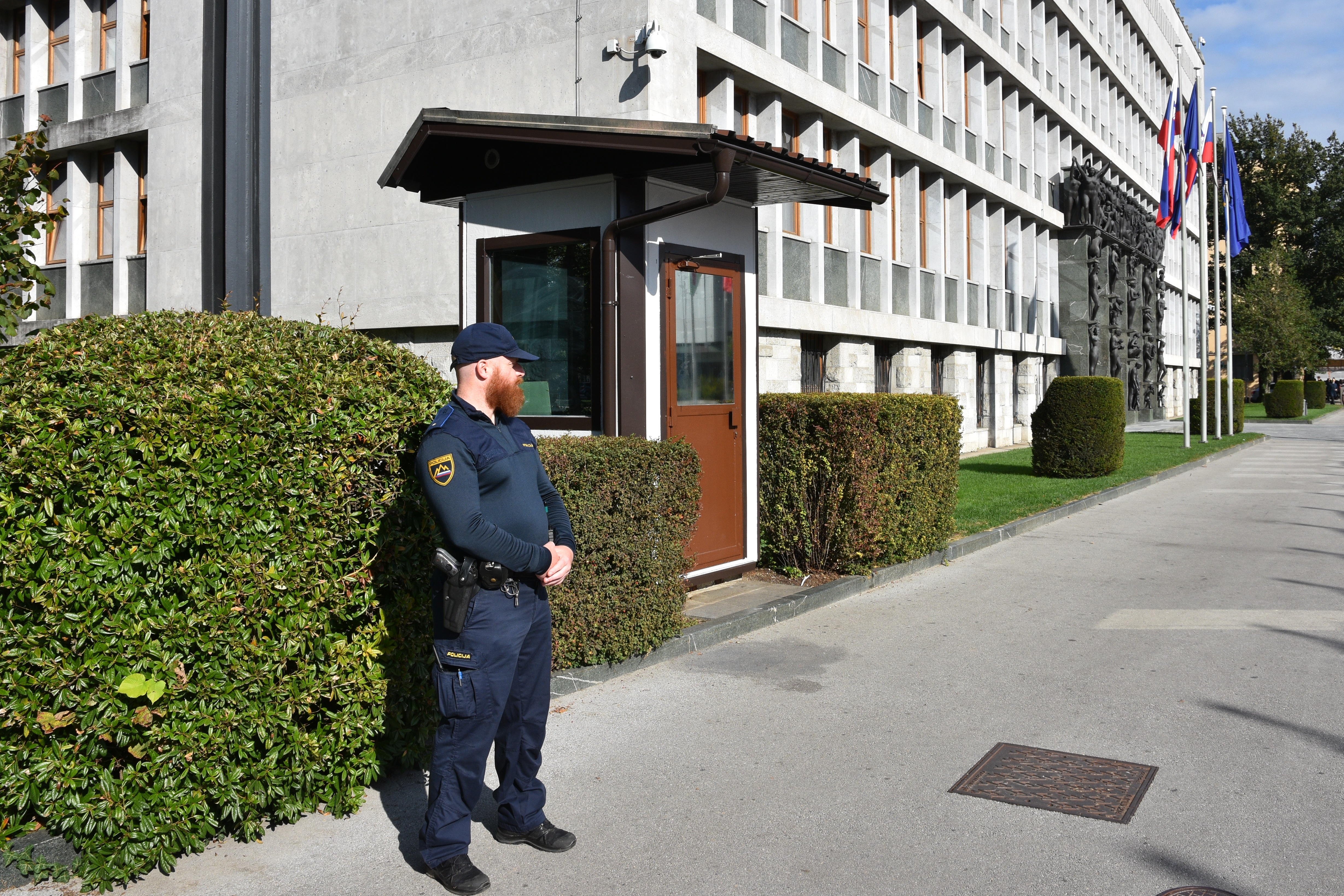
Vue de la façade principale du bâtiment avec le portail principal visible au fond.

Le bâtiment de quatre étages est extérieurement austère. Formant un cube autoportant, la façade principale fait face à la place de la République et est incrustée de marbre de Karst, avec du granit vert d'Oplotnica sous chaque fenêtre. Le seul élément décoratif est le portail principal à deux étages composé de quatre portes en chêne entourées de statues de Zdenko Kalin (sl) et Karel Putrih (sl) qui représentent les travailleurs,,.

## Intérieur

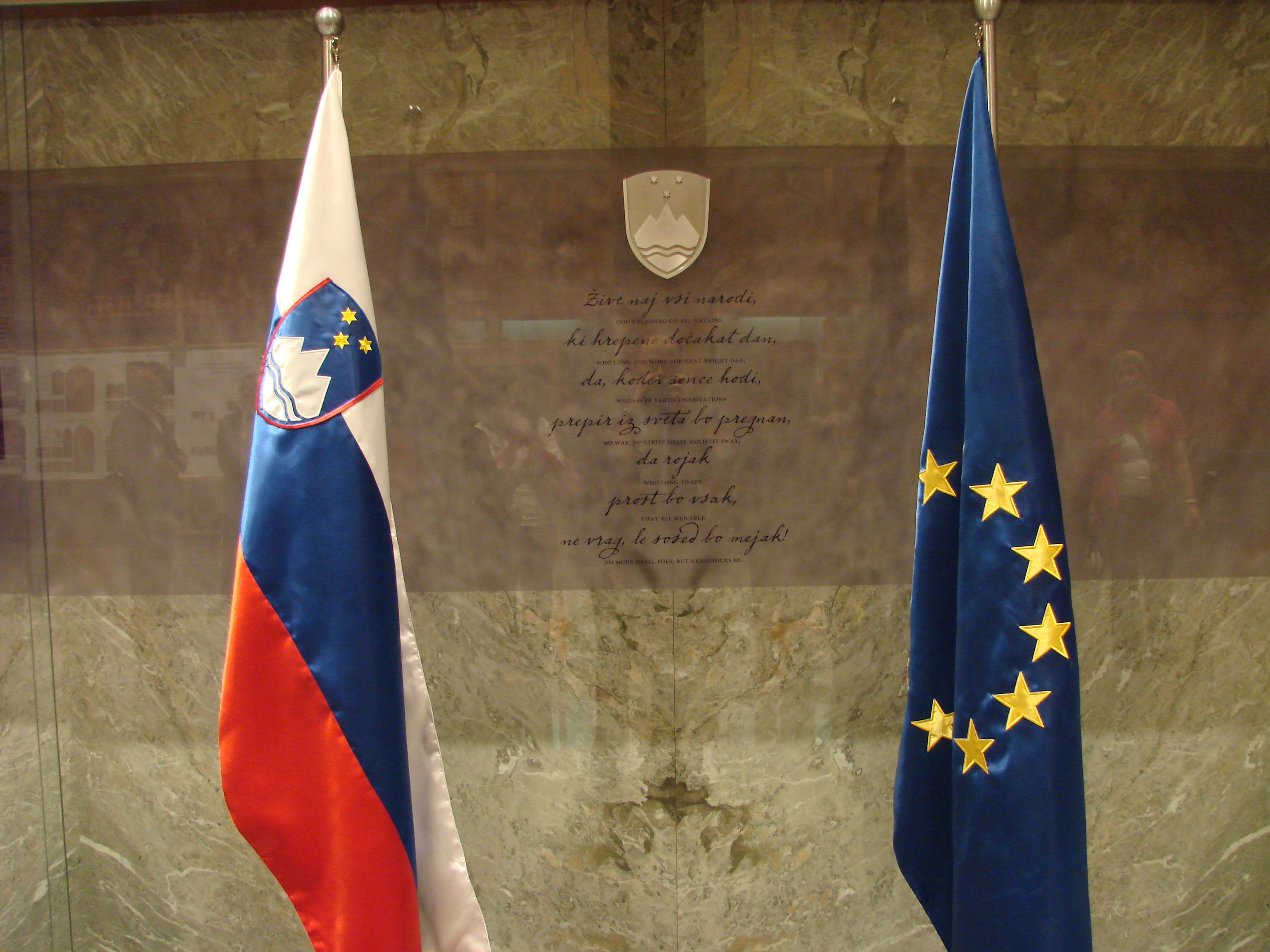
Hymne national slovène dans le hall du bâtiment de l'Assemblée nationale.

À l'intérieur, le bâtiment est meublé de peintures et de fresques d'une sélection d'artistes slovènes.  La plus grande, une peinture murale de 67,4 sur 1,4 mètres de l'artiste muraliste du XXe siècle Slavko Pengov (en), s'étend sur toute la longueur du hall d'entrée et illustre l'histoire des Slovènes. Créée en 1958 et 1959, la fresque dépeint des événements tels que les révolutions de 1848, la Première Guerre mondiale et la création en 1918 du royaume des Serbes, Croates et Slovènes, la Seconde Guerre mondiale et la libération nationale, et la création de la Yougoslavie socialiste et de la reconstruction de la patrie. Les murs du couloir du premier étage sont décorés de portraits d'anciens présidents de l'Assemblée nationale. Après l'indépendance de la Slovénie en 1991, l'intérieur du bâtiment est rénové à plusieurs reprises pour s'adapter au souhait du nouveau Parlement slovène.
Le centre du bâtiment est occupé par le grand hall de 422 m2, doté de 150 places, où se réunit l'Assemblée nationale. Anciennement de forme rectangulaire, il est rénové en hémicycle en 2000. Chaque siège dispose d'un microphone, d'un système de vote automatique, d'une prise de courant et d'un accès au réseau informatique de l'Assemblée nationale. La chaise faisant face aux portes de la salle est pour le président de l'Assemblée nationale. Derrière elle, un relief en bronze des armoiries de la Slovénie est positionnée sur le mur de marbre. Le sculpteur Marko Pogačnik créé l'œuvre en 1991 pour célébrer l'indépendance. Il y a aussi une galerie de 106 places pour que le public et les invités puissent voir le grand hall.
Le Conseil national tient ses réunions dans une petite salle, au rez-de-chaussée. La salle est également utilisée pour des présentations publiques et des conférences.

## Incident

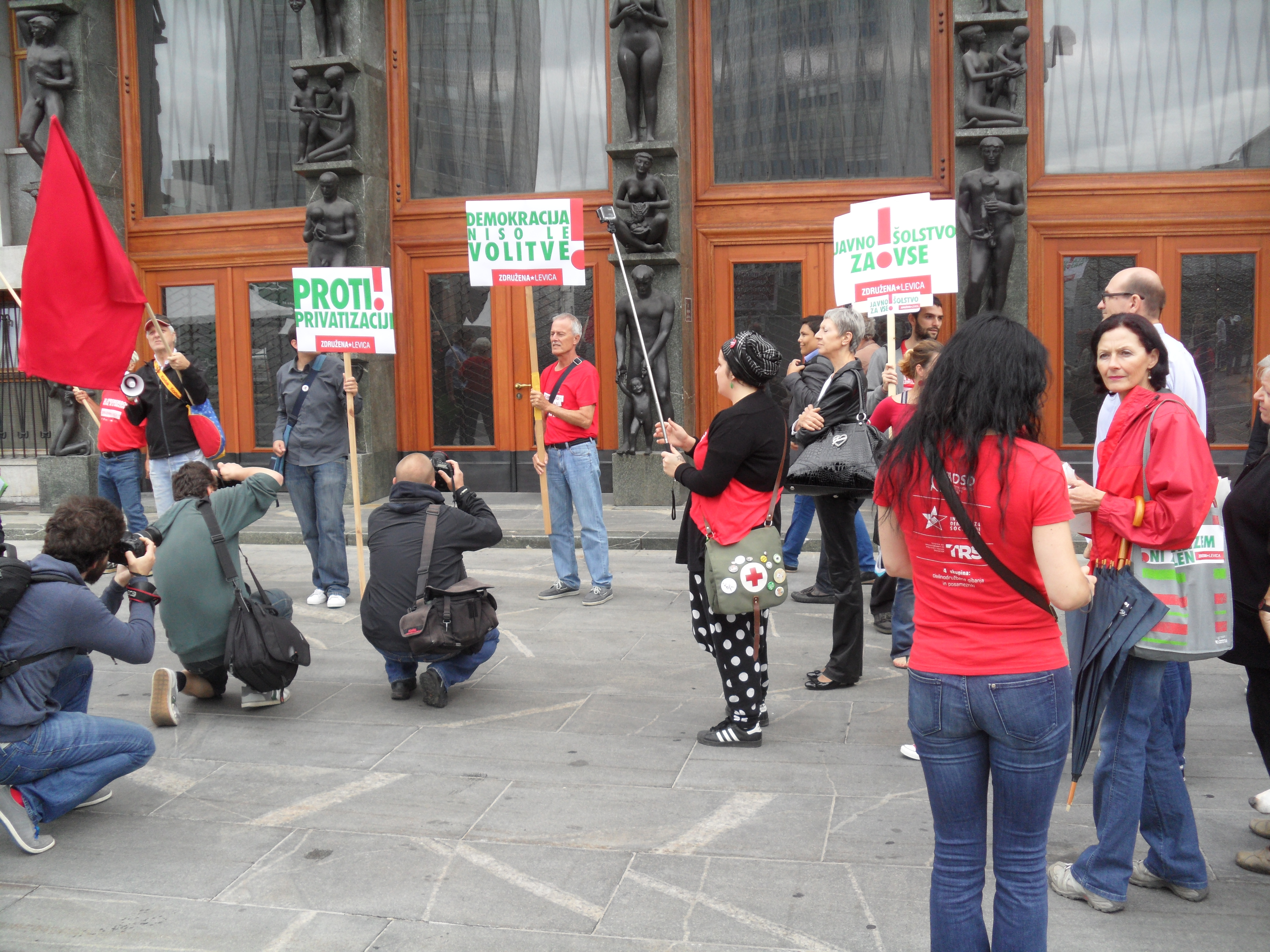
Manifestants devant le portail principal en 2014.

Le 18 mai 2010, la façade avant du bâtiment, faite d'une tonalite verte rare, est gravement endommagée par des étudiants après avoir jeté des pierres de granite retirées d'un trottoir voisin à l'entrée principale du bâtiment. L'incident s'est produit lors d'une grande manifestation étudiante contre la proposition de loi sur l'introduction de minijob qui freinerait le travail des étudiants et les changements quant à la politique des bourses d'études. Les réparations du bâtiment sont estimées à 27 000 €.